# De PinUp Club
De PinUp Club was een Nederlands televisieprogramma dat werd uitgezonden door Veronica.
Het was een soft-erotisch programma dat op 14 oktober 1987 voor het eerst werd uitgezonden en drie seizoenen op de televisie te zien was. Het programma werd geproduceerd door Jef Rademakers en werd aanvankelijk eens in de maand uitgezonden maar vanaf 22 november 1989 wekelijks. De laatste aflevering werd uitgezonden op 26 september 1990 en in totaal zijn er 59 afleveringen uitgezonden.
Bekende onderdelen van het programma waren de begintune met  het nummer We cheer you up (Join the Pin-Up Club) van Barbarella en de brieven van kijkers, gelezen en beantwoord door Wendy van Wanten. De opnames van zwoele dames op locatie werden begeleid door de stem van Jos Bergenhenegouwen en de laatste twee jaar door Rob de Mink, die ook de teksten van het programma schreef.   
Het programma was zeer goed bekeken maar ook erg omstreden. Er werden zelfs vragen over gesteld in de Tweede Kamer en het werd bespot door Koot en Bie. Er werden ook enkele specials uitgezonden, onder meer over het carnaval in Rio de Janeiro gepresenteerd door Will Luikinga. Onder de naam  PinUp Club werden ook pyjamaparty's georganiseerd. 
Een nauwgezette kopie van het programma werd in 1989 en 1990 door RTL Veronique onder de naam Club Verotique uitgezonden en werd ook begeleid door Jos Bergenhenegouwen.